# غلين باس
غلين باس (بالإنجليزية: Glenn Bass)‏ هو لاعب كرة قدم أمريكية أمريكي، ولد في 12 أبريل 1939 في ويلسون في الولايات المتحدة.

## وصلات خارجية
- غلين باس على موقع مرجع كرة القدم المحترفة.كوم (الإنجليزية)
- غلين باس على موقع قاعة كارولاينا الشمالية للمشاهير الرياضية (الإنجليزية)